# Balan (Ain)
Vous lisez un « bon article » labellisé en 2013.
Pour les articles homonymes, voir Balan.
Balan est une commune française située dans le département de l'Ain en région Auvergne-Rhône-Alpes.
Appartenant à l'aire urbaine de Lyon et à la région naturelle de la Côtière, le territoire communal, arrosé par le Rhône, est localisé au sud du coteau de la Côtière. La vie sociale de la commune fut particulièrement bouleversée en 1872, avec l'installation du camp militaire de La Valbonne. L'entrée principale du camp, la chapelle militaire ainsi que la majorité des casernes logeant les militaires sont localisées sur le territoire communal, ce qui représente une superficie de 423 hectares.
En 1965, une importante usine de production de polyéthylène et de chlorure de vinyle s'est installée à Balan : initialement usine Elf Aquitaine, elle dépend à présent d'Arkema (Kem One). Depuis 2012, les difficultés économiques que rencontre ce groupe industriel ont amené une demande de redressement judiciaire qui pourrait conduire à la réduction des effectifs voire à la fermeture du site.
Le nom des habitants est Balanais et Balandrins avant les années 1930.

## Géographie

### Localisation

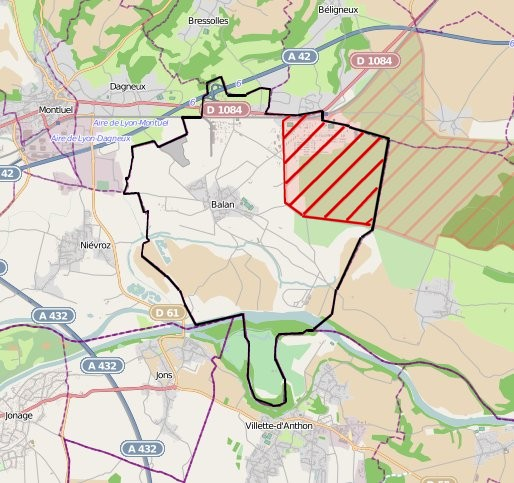
Mise en évidence du territoire de Balan : au sud, le Rhône et l'enclave de 84 ha dans le territoire de Villette-d'Anthon. En hachuré rouge, les 423 ha balanais du camp de La Valbonne.

Le village est situé à 5 kilomètres au sud-est de Montluel et à 30 kilomètres à l'est de Lyon, sur le rebord de la plaine caillouteuse de la Valbonne. Il domine la vallée du Rhône, en amont de Lyon. Balan possède 84 hectares sur la rive gauche du Rhône qui ne sont accessibles que depuis la commune de l'Isère de Villette-d'Anthon.
Le hameau de la Valbonne est partagé entre Balan et Béligneux.

### Communes limitrophes
| Dagneux     | Bressolles               | Béligneux                 |
| Niévroz     | Balan                    | Saint-Maurice-de-Gourdans |
| Jons(Rhône) | Villette-d'Anthon(Isère) |                           |

### Relief et géologie
La superficie de la commune est de 1 804 hectares ; son altitude varie entre 178 et 233 mètres. Sur ces 1 804 hectares, 423 sont occupés par le camp militaire de La Valbonne. Le sommet de la commune constitué par une petite butte, est localisé au nord-est du territoire communal, dans le camp militaire.
L'altitude du territoire de la commune, situé dans la plaine du Rhône, est quasiment uniforme, autour de 200 mètres. Le territoire se situe entre le coteau de la Côtière et le sillon alluvial du Rhône ; ainsi, il se trouve sur le rebord de la plaine caillouteuse post-glaciaire de La Valbonne. Cette plaine renferme des nappes fluvio-glaciaires qui rejoignent le Rhône, entre autres sur le territoire de Balan.

### Hydrographie

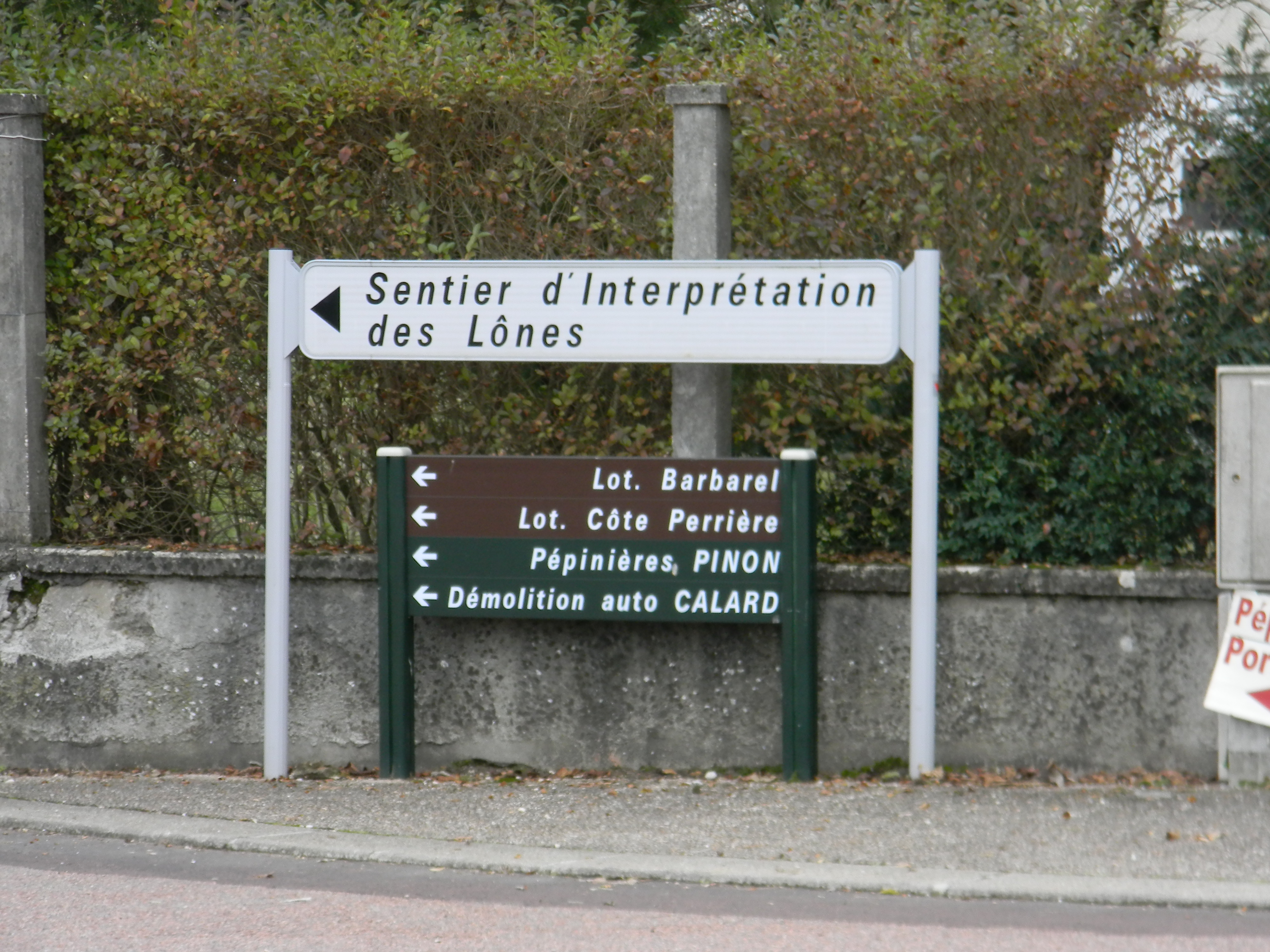
Panneau indiquant le sentier d'interprétation des lônes de Balan.

Le Rhône traverse le territoire communal et constitue sa frontière sud, le séparant ainsi du département de l'Isère. Il est probable que la situation du village a évolué par rapport au fleuve ; en effet, depuis 1306, sept changements significatifs de lit du Rhône, à proximité de Balan, sont recensés. L'influence du fleuve sur la vie locale au cours des âges, semble également manifeste : au Moyen Âge, Balan semble accueillir le port fluvial de la seigneurie de Montluel. Par la suite, des registres paroissiaux de 1716 attestent de la présence de nombreux emplois liés au fleuve : voituriers sur le Rhône, bateliers ou encore marchands à l'activité dédiée.
Par ailleurs, les alluvions fluviales ont formé au cours du temps, quatre lônes situées entre le village et le fleuve. Les « milieux alluviaux et aquatiques du fleuve Rhône, de Jons à Anthon » constituent d'ailleurs un site Natura 2000.
Citons enfin, le cours d'eau long de 6,6 kilomètres dit du Lône de la Chaume (unique affluent du Cottey) qui traverse le territoire communal.

### Climat
Pour des articles plus généraux, voir Climat d'Auvergne-Rhône-Alpes et Climat de l'Ain.
En 2010, le climat de la commune est de type climat océanique altéré, selon une étude du CNRS s'appuyant sur une série de données couvrant la période 1971-2000. En 2020, Météo-France publie une typologie des climats de la France métropolitaine dans laquelle la commune est dans une zone de transition entre le climat semi-continental et le climat de montagne et est dans la région climatique Bourgogne, vallée de la Saône, caractérisée par un bon ensoleillement (1 900 h/an), un été chaud (18,5 °C), un air sec au printemps et en été et des vents faibles.
Pour la période 1971-2000, la température annuelle moyenne est de 11,9 °C, avec une amplitude thermique annuelle de 18 °C. Le cumul annuel moyen de précipitations est de 936 mm, avec 10,2 jours de précipitations en janvier et 7 jours en juillet. Pour la période 1991-2020, la température moyenne annuelle observée sur la station météorologique de Météo-France la plus proche, « Lyon-Saint-Exupery », sur la commune de Colombier-Saugnieu à 14 km à vol d'oiseau, est de 12,8 °C et le cumul annuel moyen de précipitations est de 862,5 mm,. Pour l'avenir, les paramètres climatiques de la commune estimés pour 2050 selon différents scénarios d'émission de gaz à effet de serre sont consultables sur un site dédié publié par Météo-France en novembre 2022.

### Voies de communication et transports

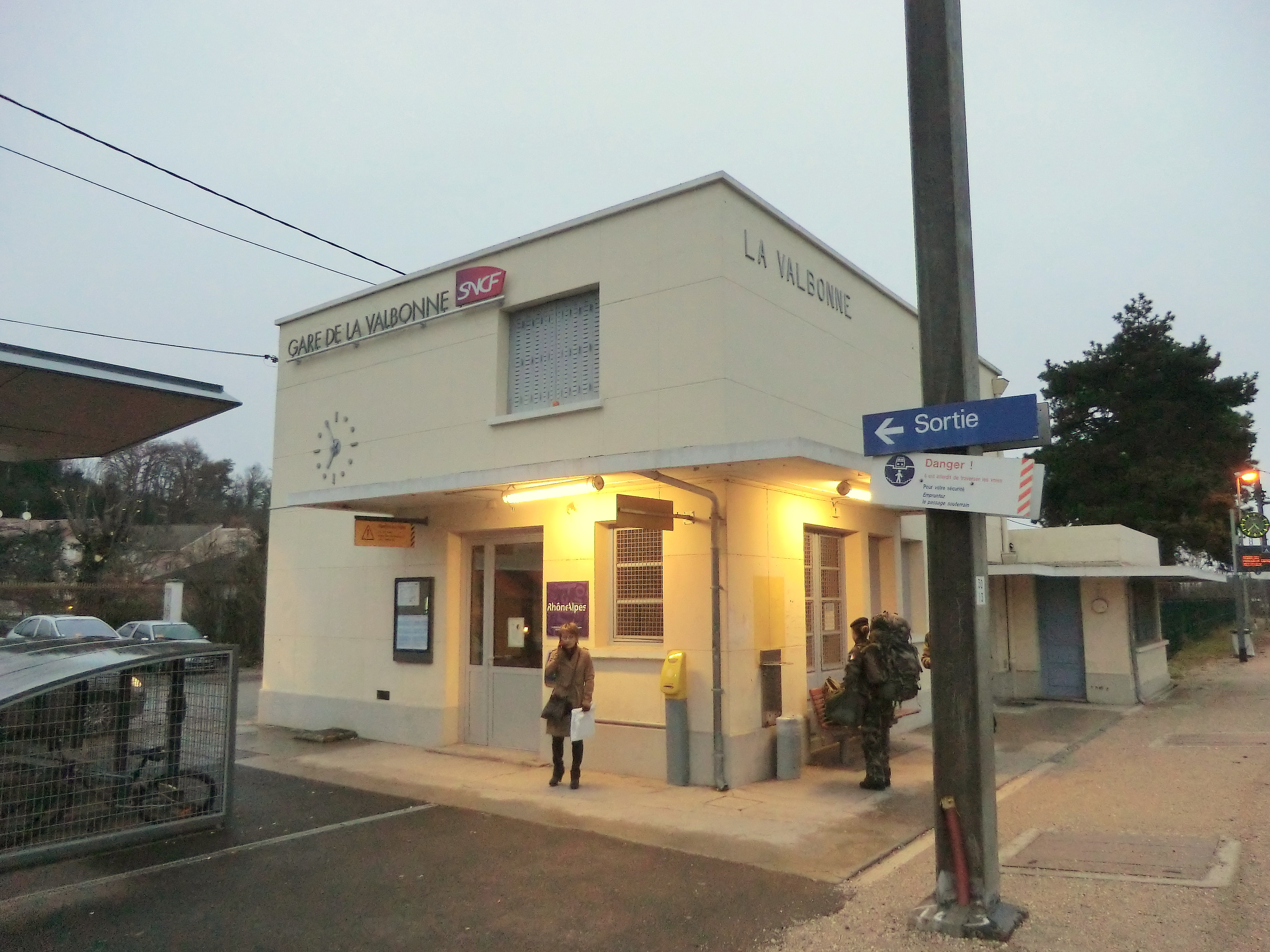
La gare de La Valbonne (située sur le territoire de Béligneux).

La commune est traversée par plusieurs voies de transports, notamment par l'autoroute A42 (l'échangeur no 6 se trouve sur le territoire communal et dessert également la commune de Montluel) ainsi que par la RD 1084.
La ligne de Lyon-Perrache à Genève (frontière) traverse le territoire communal et possède un arrêt, la gare de La Valbonne, situé dans le hameau de La Valbonne, sur le territoire de Béligneux, à la « frontière » avec Balan. Sa construction en 1872 fait suite à un premier projet, jamais concrétisé, de construction d'une halte ferroviaire au lieu-dit de la Grande Dangereuse (45° 51′ 56″ N, 5° 08′ 50″ E). L'incendie du bâtiment principal (en bois) en 1955 entraîne la construction d'une nouvelle gare en 1957, livrée en 1958.
Balan est directement concernée par le projet de contournement ferroviaire de l'agglomération lyonnaise (CFAL) comme douze autres communes de la Côtière. En effet, le tracé envisagé passe par le territoire de la commune.

## Urbanisme

### Typologie
Au 1er janvier 2024, Balan est catégorisée bourg rural, selon la nouvelle grille communale de densité à 7 niveaux définie par l'Insee en 2022.
Elle appartient à l'unité urbaine de Béligneux, une agglomération intra-départementale dont elle est une commune de la banlieue,. Par ailleurs la commune fait partie de l'aire d'attraction de Lyon, dont elle est une commune de la couronne,. Cette aire, qui regroupe 397 communes, est catégorisée dans les aires de 700 000 habitants ou plus (hors Paris),.

### Occupation des sols
L'occupation des sols de la commune, telle qu'elle ressort de la base de données européenne d’occupation biophysique des sols Corine Land Cover (CLC), est marquée par l'importance des territoires agricoles (43,2 % en 2018), néanmoins en diminution par rapport à 1990 (45,2 %). La répartition détaillée en 2018 est la suivante : 
terres arables (41 %), milieux à végétation arbustive et/ou herbacée (17,4 %), forêts (14 %), zones industrielles ou commerciales et réseaux de communication (10,7 %), zones urbanisées (5,5 %), espaces verts artificialisés, non agricoles (3,7 %), zones agricoles hétérogènes (2,3 %), eaux continentales (2,2 %), zones humides intérieures (1,9 %), mines, décharges et chantiers (1,3 %).
L'évolution de l’occupation des sols de la commune et de ses infrastructures peut être observée sur les différentes représentations cartographiques du territoire : la carte de Cassini (XVIIIe siècle), la carte d'état-major (1820-1866) et les cartes ou photos aériennes de l'IGN pour la période actuelle (1950 à aujourd'hui).

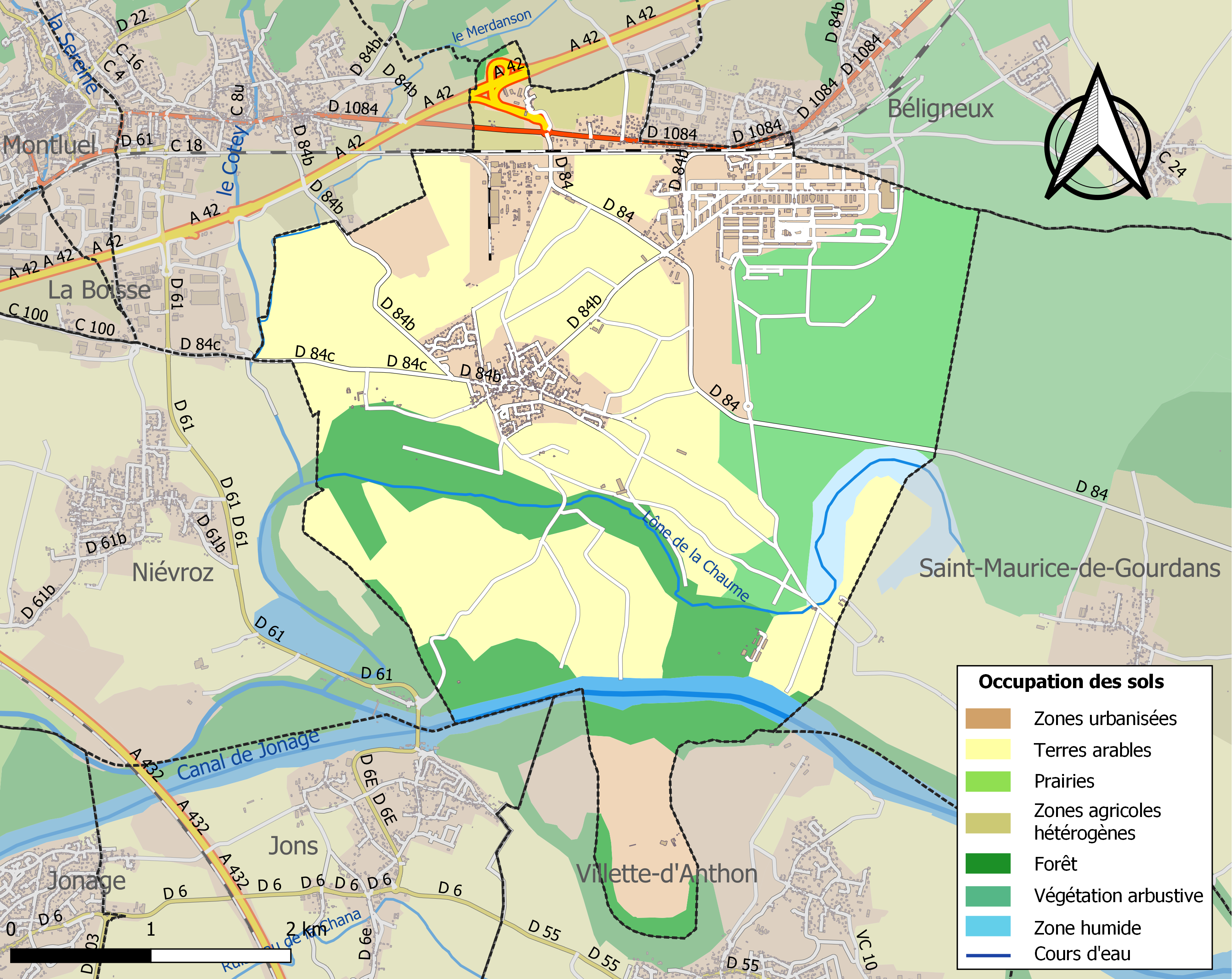
Carte des infrastructures et de l'occupation des sols de la commune en 2018 (CLC).

### Morphologie urbaine
| \| Balan La Valbonne \| Localisations relatives du Bourg de Balan · et de celle de La Valbonne. |
| Balan La Valbonne                                                                               |

Balan est principalement scindée en deux entités : le bourg lui-même (le village historique de Balan) et son hameau (partagé avec Béligneux) de La Valbonne. C'est à La Valbonne que se trouvent l'entrée principale du camp militaire, la chapelle du camp (les deux sur le territoire de Balan) ou encore la gare de La Valbonne (sur le territoire de Béligneux).

### Logement
En 2009, le nombre total de logements dans la commune était de 589, alors qu'il était de 512 en 1999.
Parmi ces logements, 95,6 % étaient des résidences principales, 0,9 % des résidences secondaires et 3,6 % des logements vacants. 85,3 % d'entre eux étaient des maisons individuelles ; 12,7 % des appartements.
La proportion des résidences principales propriétés de leurs occupants était de 74,7 %, constante par rapport à 1999 (74,5 %). La part de logements HLM loués vides (logements sociaux) a diminué, passant de 8,1 % à 0,5 %.

### Projets d'aménagements
Le projet de contournement ferroviaire de l'agglomération lyonnaise (CFAL) emprunterait le territoire de Balan où « le profil en long de la section courante rejoindra celui de l'A42 pour le franchissement de la voie ferrée Lyon – Ambérieu-en-Bugey et de la RD 1084 ». Ce projet rencontre une certaine opposition à Balan dont celle de la municipalité elle-même par la voix du maire Bernard Gloriod associé en novembre 2012 à la requête adressée aux différents préfets concernés demandant l'annulation des enquêtes préalables à la déclaration d'utilité publique.
La construction d'un pôle d’accueil communal, à côté de la salle polyvalente, est prévue et décidée. Ce bâtiment pourrait accueillir une éventuelle nouvelle salle de classe de l'école primaire ou encore une salle de bibliothèque. Sont également envisagés : la dissimulation des réseaux d'une part et la création d'une piste cyclable au Front de Bandière d'autre part.

## Toponymie

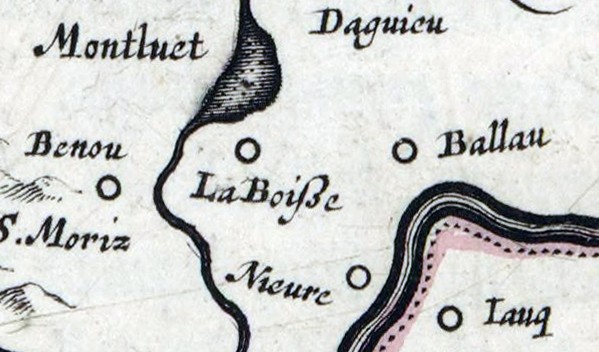
Extrait d'une carte de la Bresse du XVIIe siècle, évoquant le toponyme Ballan (pour Balan).

Le nom de la localité est attesté sous les formes Balaon en 1255, Ballan au XVIIe siècle.
Balan serait issu d'un *Balo-dunum, composé des éléments bal « escarpement, éminence » et de dunum « forteresse »,.
Cette explication, empruntée à Albert Dauzat, n'est pas exacte car l'élément *bal est cité avec un astérisque, ce qui signifie qu'il n'est pas attesté en gaulois et il précise qu'en fin de compte, le premier élément est obscur. En revanche, la finale -on de la forme ancienne peut effectivement suggérer une formation toponymique en dunum, mot gaulois signifiant bien « forteresse », mais aussi « hauteur, colline ».
En revanche, Ernest Nègre identifie dans le premier élément le gaulois balano- « genêt », d'où le sens global de « colline au genêt ». Cette hypothèse est reprise par Xavier Delamarre qui fait remonter le gaulois banalo- à un plus ancien banatlo- par métathèse cf. breton benal et balazn avec la même métathèse.
En ancien français balain signifie « faisceau de genêts » (ainsi que balan « genêt » dans certains dialectes lyonnais), à rapprocher du mot breton Balan désignant le genêt ou la cytise, à l'origine du français balai.

## Histoire

### Antiquité

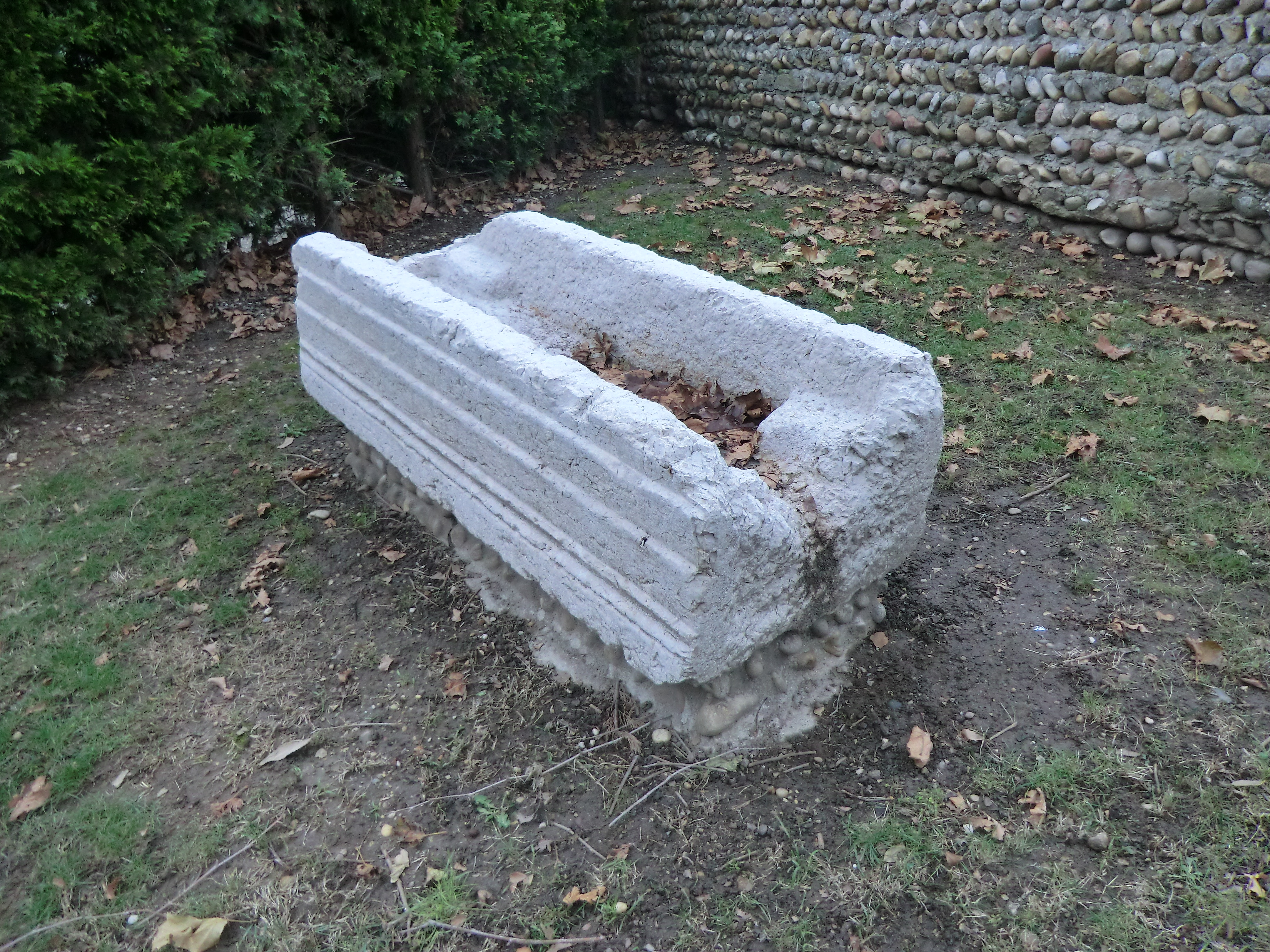
Le sarcophage gallo-romain, exposé près de l'église et du monument aux morts.

Des objets gallo-romains ont été découverts à Balan, notamment des tuiles, des poteries et des pièces de monnaie. Une nécropole comportant une trentaine de tombes avec encadrement en pierre a été découverte dans une gravière et des tombeaux remontant au Ve et VIe siècles av. J.-C. ont également été mis au jour en 1959.
Balan aurait constitué, dès l'époque romaine, le port fluvial de Montluel ce qui expliquerait un certain nombre de découvertes. Les traces d'une construction, probablement d'époque gallo-romaine, ont également été mises au jour au hameau du Plateron : il s'agit des fondations d'une tour de guet (d'une hauteur présumée de cinq mètres) et de ses fortifications attenantes. Cette découverte est mise en lien avec l'hypothèse toponymique de Baladunum. À noter enfin, l'exposition d'un ancien sarcophage gallo-romain, près de l'église et du monument aux morts. Il aurait été taillé dans une architrave.

### Moyen Âge
Une poype, aurait été identifiée, sans plus de précision, dans le périmètre de l'usine chimique. Cette découverte est à rapprocher de ce type de structure fréquente en Dombes, comme la poype de Villars ou encore celle de Saint-André-de-Corcy.
Balan a été sous domination des seigneurs de Montluel, sans doute dès la fin du XIe siècle, après avoir été, comme l'ensemble de la seigneurie, sous dépendance de la seigneurie de Valbonne.

### Époque moderne
Au XVIIe siècle, la Maison de Condé, également à l'origine de l'Hôtel de Condé de Montluel, fait rénover la « maison forte de Montherot » qui abrite aujourd'hui une maison familiale rurale.
Au XVIIIe siècle, la seigneurie de Montluel, dans le but de financer des travaux relatifs à son hôpital, vend le domaine de Balan et la maison forte, à Pierre de Montherot, également possesseur à Béligneux. Les armes de cette famille sont utilisées comme blason de la ville.

### Époque contemporaine

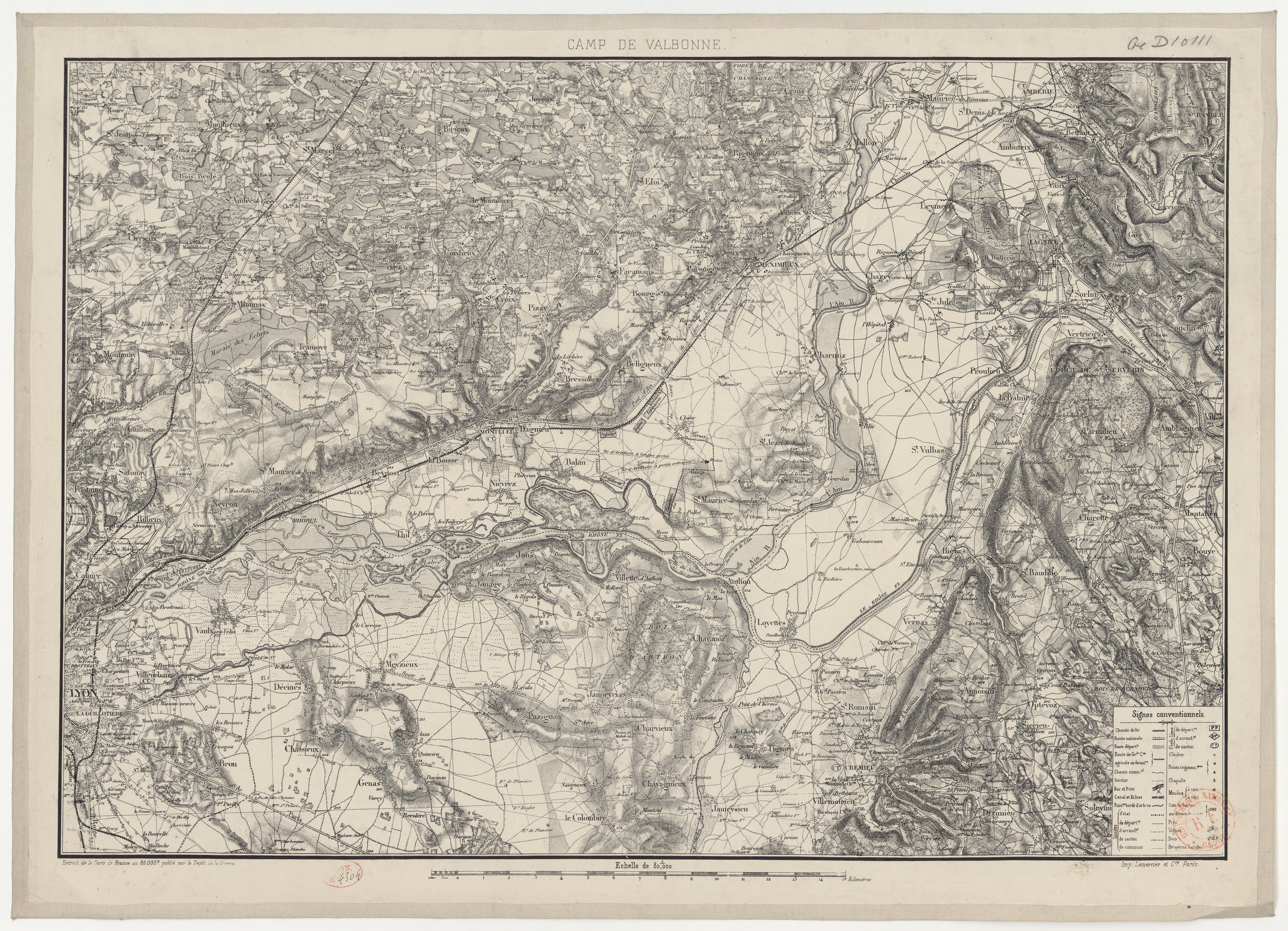
Carte du camp de La Valbonne, datant de 1873, un an après sa création.

En 1872, le camp de La Valbonne s'implante dans la région, sur plusieurs communes, dont Balan. En 1877, la famille Sauvage de Saint-Marc, alors propriétaire de la maison forte de Montherot, obtient l'autorisation d'exploiter une gravière. Ce type d'activité est toujours une réalité dans les années 2010 à Balan.
En 1965, Balan voit sa vie économique bouleversée, par l'installation de l'usine chimique.

#### Seconde Guerre mondiale
En 1944, lors de la bataille de Meximieux, le camp militaire, tenu par les forces d'occupation, est attaqué par le camp Didier, un maquis basé entre Mionnay et Tramoyes.
Le village est également concerné par les représailles de la Milice française : le 22 juillet 1944, vers 14 heures, Ernest David, de confession juive et commerçant à Lyon, y est sommairement abattu par des miliciens (identifiés comme tels par des Balanais). L'un des fils d'Ernest David, Marcel David, évoque sa venue à Balan, sur les traces de la fin tragique de son père, dans son ouvrage Croire ou espérer : outre la recherche des assassins de son père, il fait exhumer son père du cimetière communal pour procéder à son inhumation au cimetière israélite de La Mouche à Lyon.

#### Fait divers
Affaire Dumollard
C'est à proximité de Balan que Martin Dumollard commet sa dernière agression qui conduira à son arrestation : en effet, le 28 mai 1861, il attire Marie Pichon sur les hauteurs de Dagneux et l'agresse. Marie Pichon parvient à s'échapper puis à se réfugier à la ferme du dénommé Joly à Balan. La description que Marie Pichon fait à Croix-Moine, le garde champêtre de Dagneux, permet l'identification puis l'arrestation rapide de Dumollard.
Prostitution à Balan
Dès 1873, un arrêt de police tente de réguler la forte activité de prostitution à La Valbonne, due entre autres facteurs, à la présence du camp militaire. Deux autres arrêts sont pris successivement en 1881 puis en 1889.
Le 20 décembre 1943, un arrêt municipal autorise l'ouverture d'une maison de tolérance au 84 de la Route nationale au lieu-dit les Bains. L'établissement est administré par madame Toffard, remplacée le 26 janvier 1945 par madame Étiennette Plantier. En 1948, la loi Marthe Richard a pour conséquence la fermeture de cette maison de tolérance.
Projets de modification du périmètre communal
Courant 1911, une pétition signée par des habitants des hameaux de Chânes, la Valbonne, les Bains et celui de la Petite Dangereuse, est envoyée au sous-préfet de l'Ain à Trévoux ; elle réclame la création d'une nouvelle commune qui regrouperait ces quatre lieux-dits. Aucune suite sérieuse ne semble avoir été donnée à ce projet.
Le XXe siècle est ponctué de projets de fusion de Balan et Béligneux, notamment pour permettre que la Valbonne et son camp militaire ne soient pas dissociés entre deux communes. Ainsi en novembre 1942, Béligneux réclame le rattachement total de la Valbonne à son territoire ce qui, compte tenu du contexte historique, lui est refusé par la commune de Balan. Une tentative similaire échoue en décembre 1959. En mars 1968, la préfecture de l'Ain demande aux deux communes d'examiner un projet de fusion, qui est à nouveau rejeté. Il en est de même courant 1974.

## Politique et administration

### Tendances politiques et résultats
Le vote à Balan favorise le plus souvent la droite. Cette tendance semble confirmée par la plupart des consultations électorales récentes, locales et nationales.
À l'élection présidentielle française de 2012, le premier tour voit Nicolas Sarkozy (UMP) arriver en tête avec 32,86 % des suffrages exprimés, suivi de Marine Le Pen (FN) créditée de 25,47 % ; la participation a été de 86,46 %. Au second tour, Nicolas Sarkozy obtient 65,90 % des suffrages exprimés contre 34,10 % à François Hollande (participation : 85,81 %). Au second tour en 2007, Nicolas Sarkozy (UMP) obtient 65,26 % contre 34,74 % pour Ségolène Royal (PS). La participation est alors de 88,30 %. Cette dernière est nettement supérieure à celle du second tour des élections présidentielles de 2002 qui était de 83,52 % : les électeurs avaient alors voté à 73,48 % pour Jacques Chirac (RPR) et à 26,52 % pour Jean-Marie Le Pen (FN).
Aux élections cantonales de 2011, le second tour voit Danielle Bouchard (DVD) obtenir 57,14 % contre 42,86 % pour Jacky Bernard (PS) ce qui représentait une différence de huit voix, entre les deux scores. La participation était de 42,66 %. Danielle Bouchard a été élue dans le canton de Montluel succédant ainsi à Jacky Bernard (par ailleurs maire de Montluel).

### Liste des maires
Six maires se sont succédé depuis 1945.
| Période      | Période   | Identité                    | Étiquette             | Qualité |
| ------------ | --------- | --------------------------- | --------------------- | --- |
| février 1945 | mai 1953  | Lucien Brugier              |                       | |
| mai 1953     | août 1969 | Joannès Anselme             |                       | Décédé en fonction |
| octobre 1969 | mars 1983 | Georges Bouvier (1919-2019) |                       | Agriculteur |
| mars 1983    | mars 2014 | Bernard Gloriod             | UDF puis DLC puis UMP | Directeur de la MFR et du CFA de Balan Conseiller régional de Rhône-Alpes (1998 → 2004) Président de la CC du canton de Montluel (2008 → 2014) |
| mars 2014    | mai 2020  | Gérard Bouvier              | LR                    | Agriculteur |
| mai 2020     | En cours  | Patrick Meant               |                       | Cadre de gestion |

### Politique environnementale

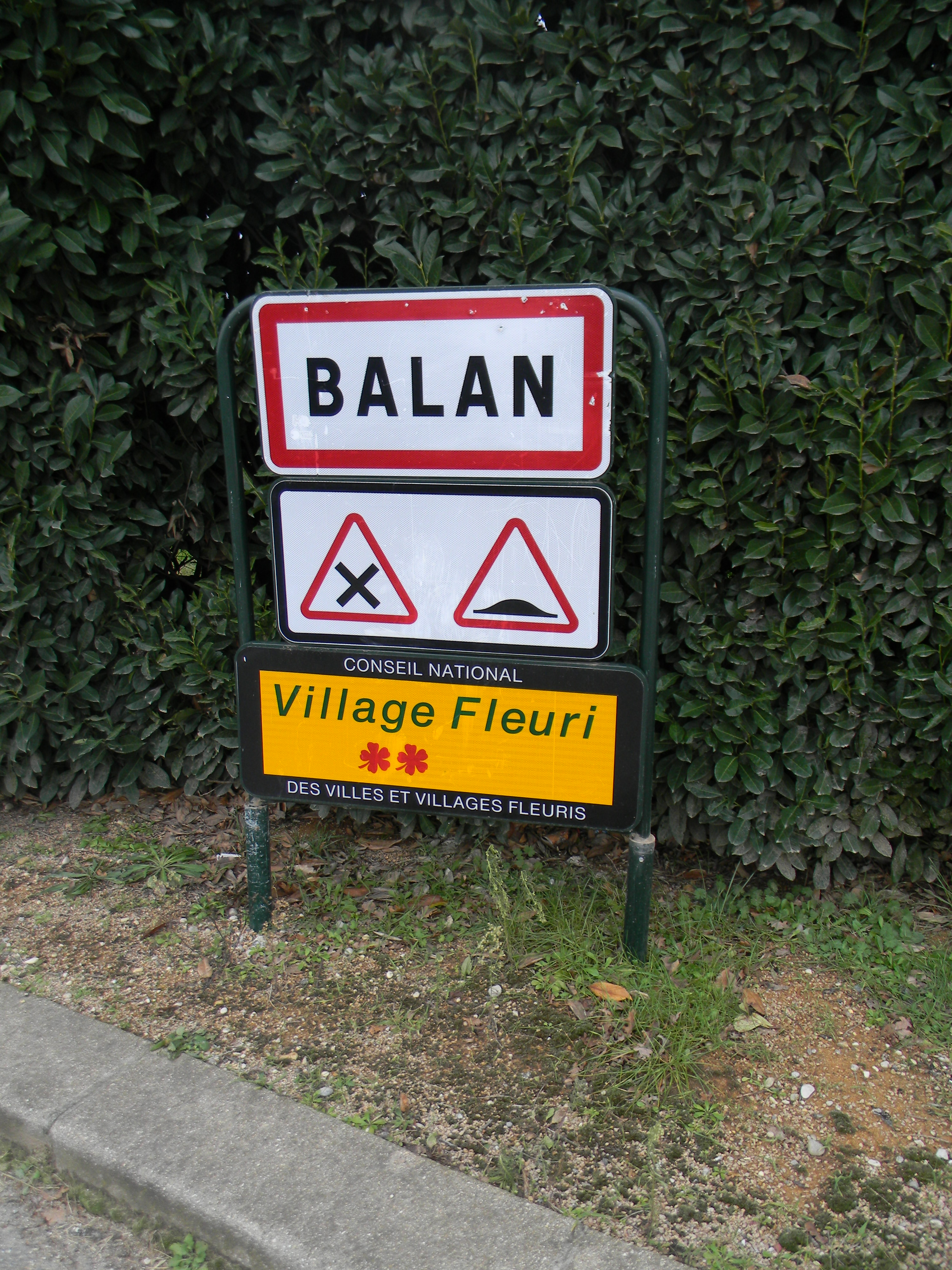
Panneau « deux fleurs » à l'entrée de Balan (route de La Valbonne).

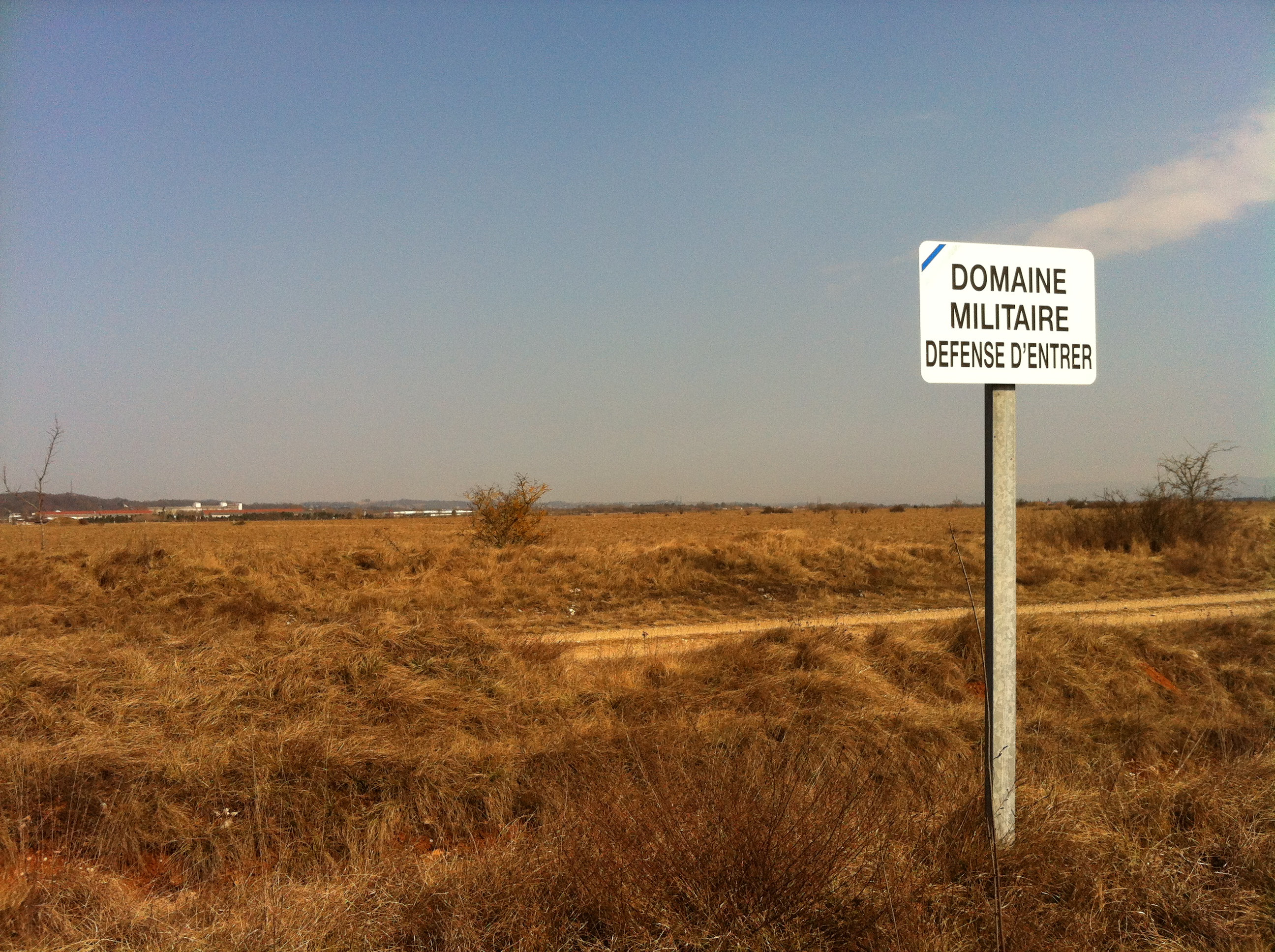
Vue des pelouses sèches du camp de La Valbonne (ici photographiées à Saint-Maurice-de-Gourdans).

Au sein de la communauté de communes, Balan participe à la réalisation d'infrastructures de lutte contre les crues de la Sereine et contre le risque d'inondations dû au ruissellement sur le coteau de la Côtière. La commune est également directement concernée par le risque de crues du Rhône qui fait l'objet d'un plan de prévention des risques depuis 1972. Deux crues ont en particulier ponctuées l'histoire communale : celle du 13 au 18 février 1990 et celle du 10 juillet 2000. Ce risque s'ajoute aux autres risques identifiés pour Balan, dont le risque sismique et le risque technologique, notamment relatif à la présence de l'usine chimique. Celle-ci participe à l'obligation pour la commune de se doter d'un plan communal de sauvegarde.
De plus, les « milieux alluviaux et aquatiques du fleuve Rhône, de Jons à Anthon » constituent un site Natura 2000 et les steppes de La Valbonne sont classées comme zone naturelle d'intérêt écologique, faunistique et floristique de type I sous le numéro régional no 01170001 ainsi que zone de protection spéciale Natura 2000 et site d'intérêt communautaire.
Signalons enfin, que Balan a obtenu le niveau « deux fleurs » au concours des villes et villages fleuris en 2006, confirmé en 2014,.

### Jumelages
| \| Ostfildern Montluel \| Situation d'Ostfildern et de Montluel. |
| Ostfildern Montluel                                              |

En 1978, Balan est jumelée avec Ostfildern (Allemagne) dans le cadre de l'association de jumelage entre cette ville allemande d'une part, Montluel et sa communauté de communes d'autre part. Le conseil municipal refuse ce projet de jumelage en 1974 puis l'approuve le 29 avril 1977.

## Population et société

### Démographie

#### Évolution démographique
L'évolution du nombre d'habitants est connue à travers les recensements de la population effectués dans la commune depuis 1793. Pour les communes de moins de 10 000 habitants, une enquête de recensement portant sur toute la population est réalisée tous les cinq ans, les populations de référence des années intermédiaires étant quant à elles estimées par interpolation ou extrapolation. Pour la commune, le premier recensement exhaustif entrant dans le cadre du nouveau dispositif a été réalisé en 2008.
En 2022, la commune comptait 2 878 habitants, en évolution de +0,77 % par rapport à 2016 (Ain : +5,15 %, France hors Mayotte : +2,11 %).
| 1793 | 1800 | 1806 | 1821 | 1831 | 1836 | 1841 | 1846 | 1851 |
| ---- | ---- | ---- | ---- | ---- | ---- | ---- | ---- | ---- |
| 282  | 254  | 283  | 360  | 368  | 382  | 411  | 427  | 463  |

| 1856 | 1861 | 1866 | 1872 | 1876 | 1881 | 1886 | 1891 | 1896 |
| ---- | ---- | ---- | ---- | ---- | ---- | ---- | ---- | ---- |
| 443  | 487  | 470  | 450  | 536  | 697  | 783  | 553  | 421  |

| 1901 | 1906 | 1911 | 1921 | 1926 | 1931 | 1936  | 1946 | 1954  |
| ---- | ---- | ---- | ---- | ---- | ---- | ----- | ---- | ----- |
| 547  | 682  | 635  | 811  | 428  | 601  | 1 101 | 975  | 1 040 |

| 1962 | 1968 | 1975  | 1982  | 1990  | 1999  | 2006  | 2008  | 2013  |
| ---- | ---- | ----- | ----- | ----- | ----- | ----- | ----- | ----- |
| 832  | 732  | 1 051 | 1 197 | 1 668 | 1 534 | 2 332 | 2 362 | 2 828 |

| 2018  | 2022  | - | - | - | - | - | - | - |
| ----- | ----- | - | - | - | - | - | - | - |
| 2 513 | 2 878 | - | - | - | - | - | - | - |

#### Pyramide des âges
En 2021, le taux de personnes d'un âge inférieur à 30 ans s'élève à 52,7 %, soit au-dessus de la moyenne départementale (35,3 %). À l'inverse, le taux de personnes d'âge supérieur à 60 ans est de 12,5 % la même année, alors qu'il est de 24,3 % au niveau départemental.
En 2021, la commune comptait 1 533 hommes pour 1 159 femmes, soit un taux de 56,95 % d'hommes, largement supérieur au taux départemental (49,35 %).
La pyramide des âges de la commune présente une différence très importante entre les hommes et les femmes, différence que l'on ne rencontre pas au niveau du département, notamment pour la tranche 15 à 29 ans. La présence du camp militaire à Balan explique possiblement cette observation.
Les pyramides des âges de la commune et du département s'établissent comme suit :
| Hommes | Classe d’âge | Femmes |
| ------ | ------------ | ------ |
| 0,0    | 90 ou +      | 0,3    |
| 2,5    | 75-89 ans    | 3,1    |
| 7,9    | 60-74 ans    | 11,9   |
| 13,7   | 45-59 ans    | 16,9   |
| 18,5   | 30-44 ans    | 21,3   |
| 39,2   | 15-29 ans    | 24,4   |
| 18,2   | 0-14 ans     | 22,1   |

| Hommes | Classe d’âge | Femmes |
| ------ | ------------ | ------ |
| 0,6    | 90 ou +      | 1,6    |
| 6,3    | 75-89 ans    | 8,1    |
| 15,5   | 60-74 ans    | 16,2   |
| 21     | 45-59 ans    | 20,4   |
| 19,8   | 30-44 ans    | 19,8   |
| 16,4   | 15-29 ans    | 15     |
| 20,4   | 0-14 ans     | 18,9   |

### Enseignement
Balan est située dans l'académie de Lyon. La commune administre l'école élémentaire « L'orée du bois » (dont les bâtiments sont en activité depuis septembre 1977), ainsi que l'école maternelle « Les Lilas » (ouverte en 1985). Ces deux établissements se trouvent sur une parcelle achetée à la Maison Familiale Rurale (MFR). Un collège, public, est situé à proximité : le Collège Marcel Aymé à Dagneux . Le lycée le plus proche est le lycée de La Côtière, situé à La Boisse.
Enfin, la maison familiale rurale prépare des élèves (pour certains, internes dans l'établissement) aux métiers de l'alimentation.

### Manifestations culturelles et festivités
Le festival de conte organisé par la communauté de communes, Contes en Côtière, inclut à chaque édition des sessions se déroulant à Balan. Ainsi en 2013 et pour sa onzième édition, le festival s'est même ouvert à Balan.
D'environ 1938 jusqu'à la fin des années 1940 a existé à Balan un petit groupe dédié au spectacle vivant qui incluait un orchestre, connu sous le nom de « Franche gaieté balanaise » ; il a bénéficié d'une certaine notoriété locale.
La construction d'une salle polyvalente (45° 50′ 05″ N, 5° 05′ 44″ E) d'une surface de 1 000 m2 est décidée le 27 mai 1977 en conseil municipal. En mars 1979, le conseil municipal retient le projet proposé par le cabinet d'architecture Maillet-Boisson. Le bâtiment est finalement inauguré le 11 septembre 1982 ; la cérémonie inclut l'inauguration du tout proche groupe scolaire, en service depuis septembre 1977.

### Santé

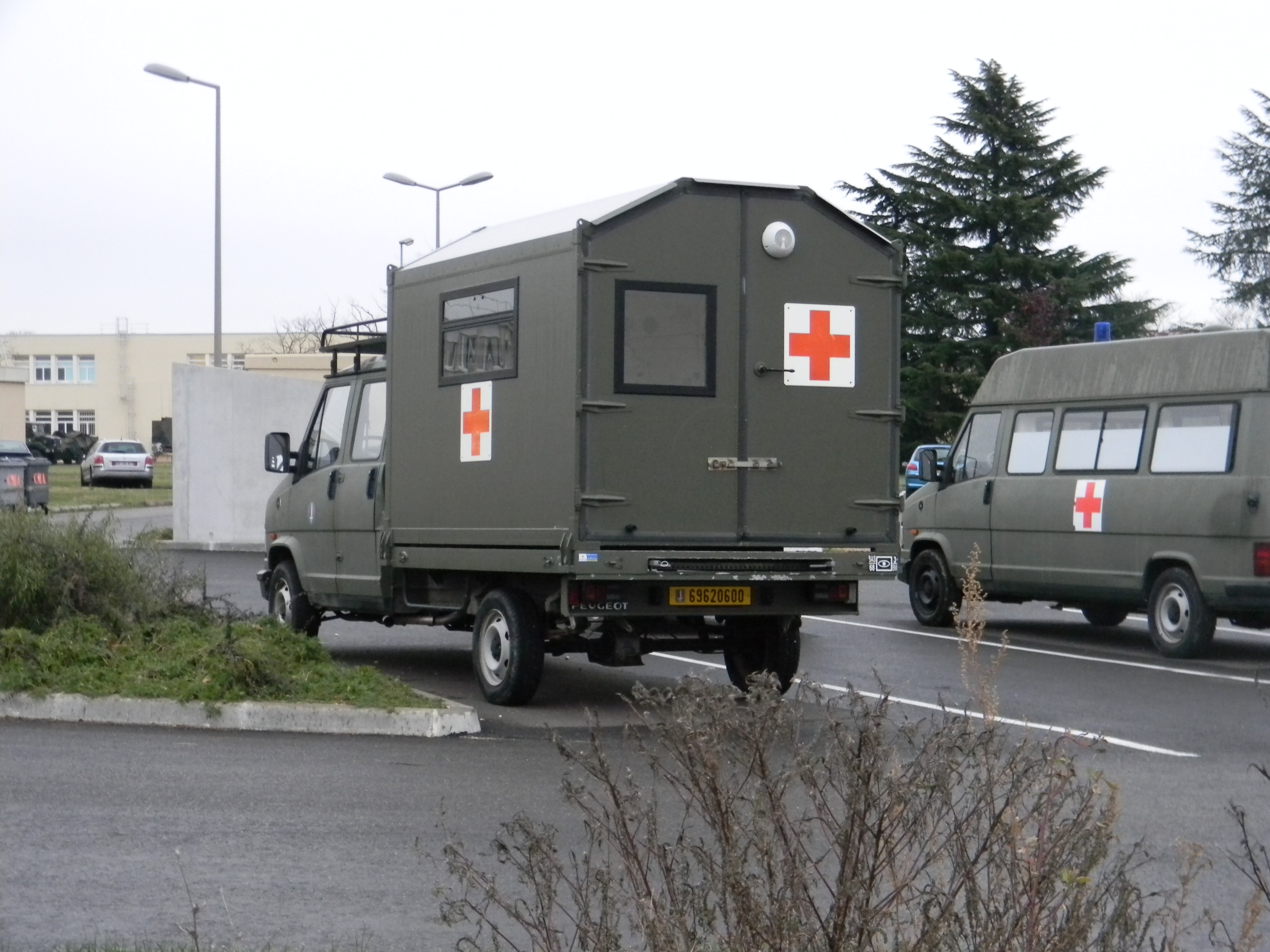
Camions militaires médicaux au camp de La Valbonne.

Le 3e régiment médical est un des régiments de l'armée française basé au camp de La Valbonne.
Du point de vue civil, plusieurs médecins généralistes sont installés à proximité (à Dagneux ainsi qu'à Béligneux). Les pharmacies les plus proches semblent être à Dagneux, Montluel ou à Villette-d'Anthon.

### Pompiers

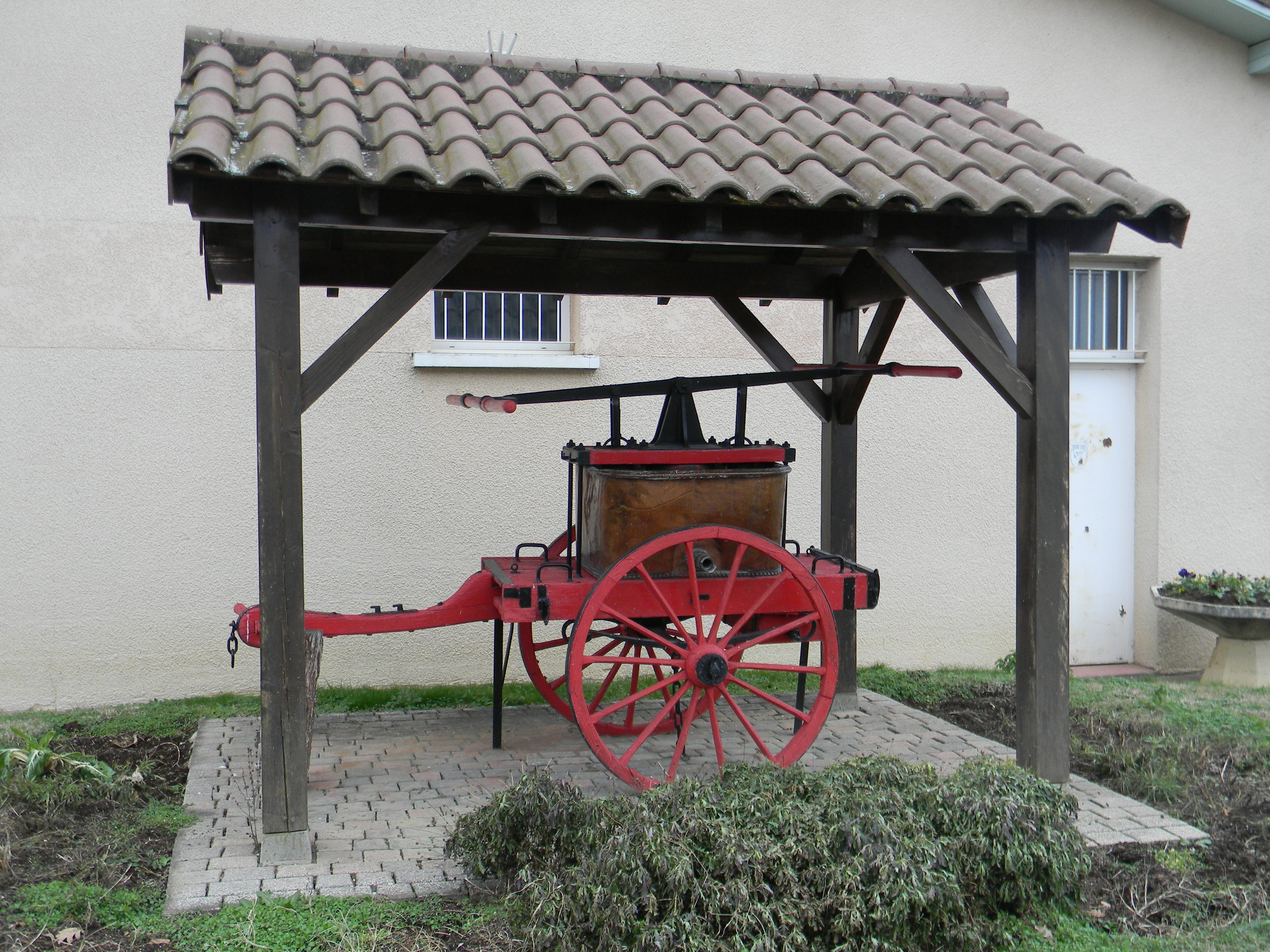
Pompe à bras du corps des sapeurs-pompiers, à la fin du XIXe siècle.

Un corps de sapeurs-pompiers a existé à Balan dès la fin du XIXe siècle. Les registres de délibérations du conseil municipal font état de l'acquisition d'une pompe à bras (aujourd'hui exposée dans le village) en septembre 1897. Elle fut achetée d'occasion à la brigade des pompiers de Paris pour une somme totale de près de 600 francs. En 1957, une réserve d'eau de 120 m3 est installée à proximité de l'église (à l'emplacement de l'ancien cimetière). Cette même année, la municipalité fait l'achat d'une motopompe « Maheu-Labrosse ». En 1968, elle est revendue ce qui permet de financer une partie de l'achat d'un fourgon d'incendie « Renault 2 T5 » incluant pompes et tuyaux d'aspiration.

### Sports
Plusieurs clubs sportifs sont basés à Balan comme le club d'athlétisme de l'ASCB, celui de tir à l'arc (« Les archers du canton de Montluel et des environs ») ou encore le club de football « Inter Dombes FC », issu de la fusion du club historique de Balan et de Béligneux (l'USVBB) avec un des clubs de Montluel et Dagneux (l'IDC).
Signalons également le « Golf club de Lyon » qui est situé en partie à Balan, sur le territoire de son « enclave » de Villette-d'Anthon.
Au niveau de ses équipements, l'existence d'un club de football dès les années 1960 motive la création d'un stade (45° 50′ 00″ N, 5° 06′ 18″ E). Progressivement aménagé au cours de la décennie, il est inauguré le 26 août 1973.

#### Athlétisme

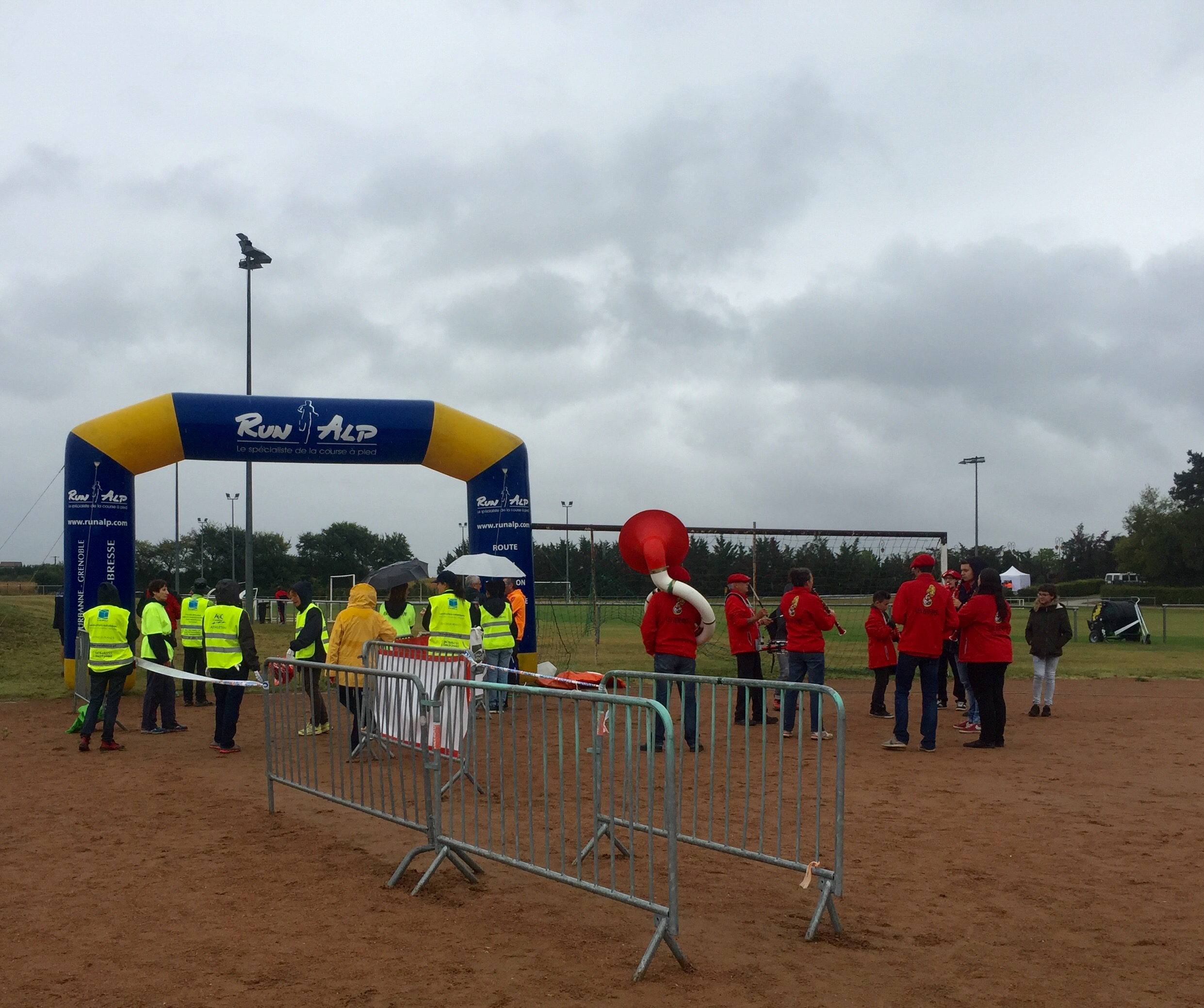
Ligne d'arrivée de la course « Le sentier des lônes » en 2016 à Balan.

Le club d'athlétisme de l'ASCB a obtenu de bons résultats au niveau départemental dans les années 2010,,. Il est spécialisé dans les épreuves de saut (saut en hauteur, saut en longueur, triple saut) et organise annuellement un meeting dédié au saut nommé le « Meeting Chaussettes ».
Il organise également la course annuelle de 10 kilomètres nommée « La Balanaise ». Lors de l'édition 2012, cette course a rassemblé une centaine de participants. Depuis 2016, le club organise aussi la course nature « Le sentier de la lône » qui se déroule sur 14 km autour de Balan.

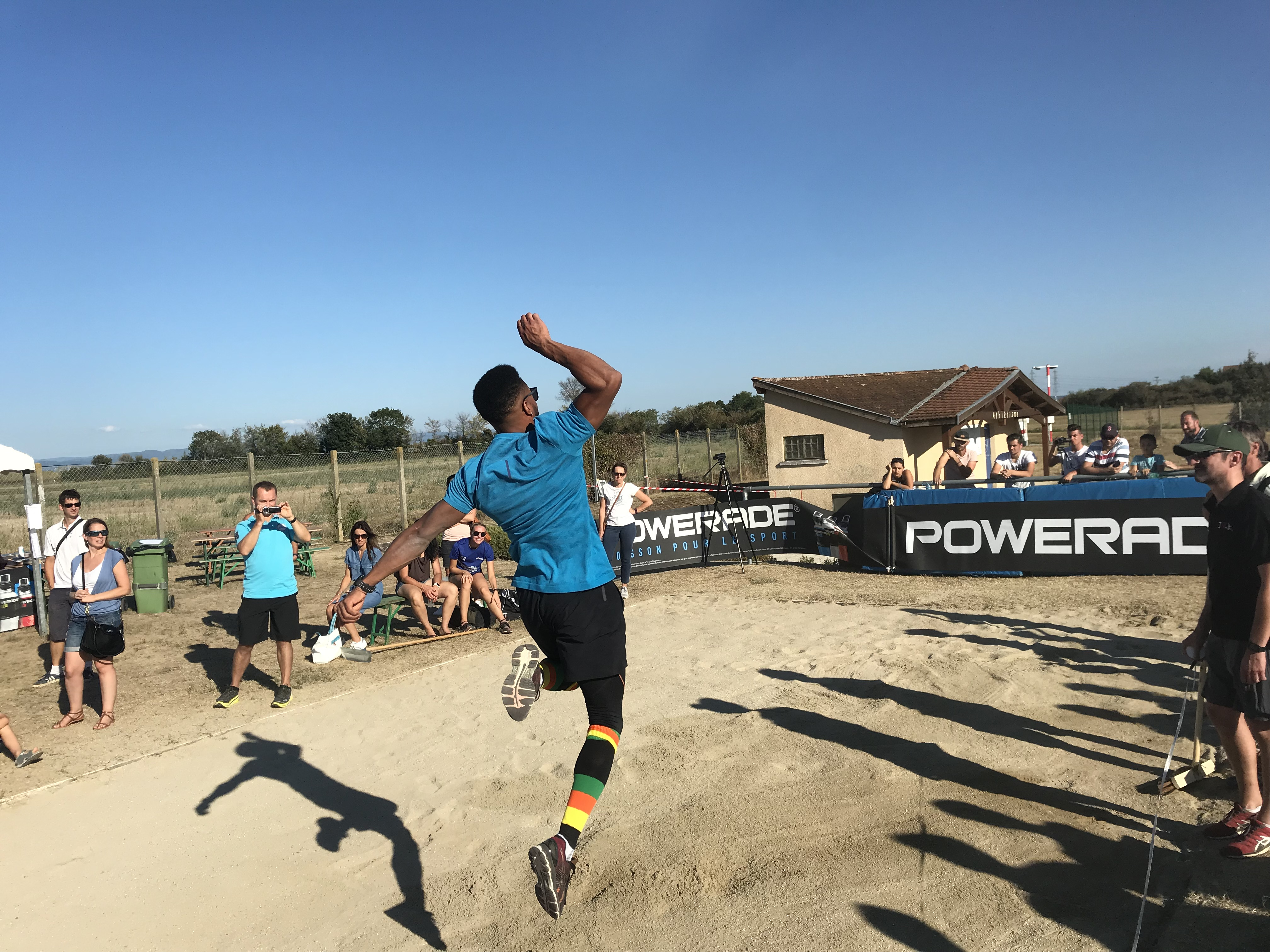
Emmanuel Biron lors du Meeting Chaussettes 2018.
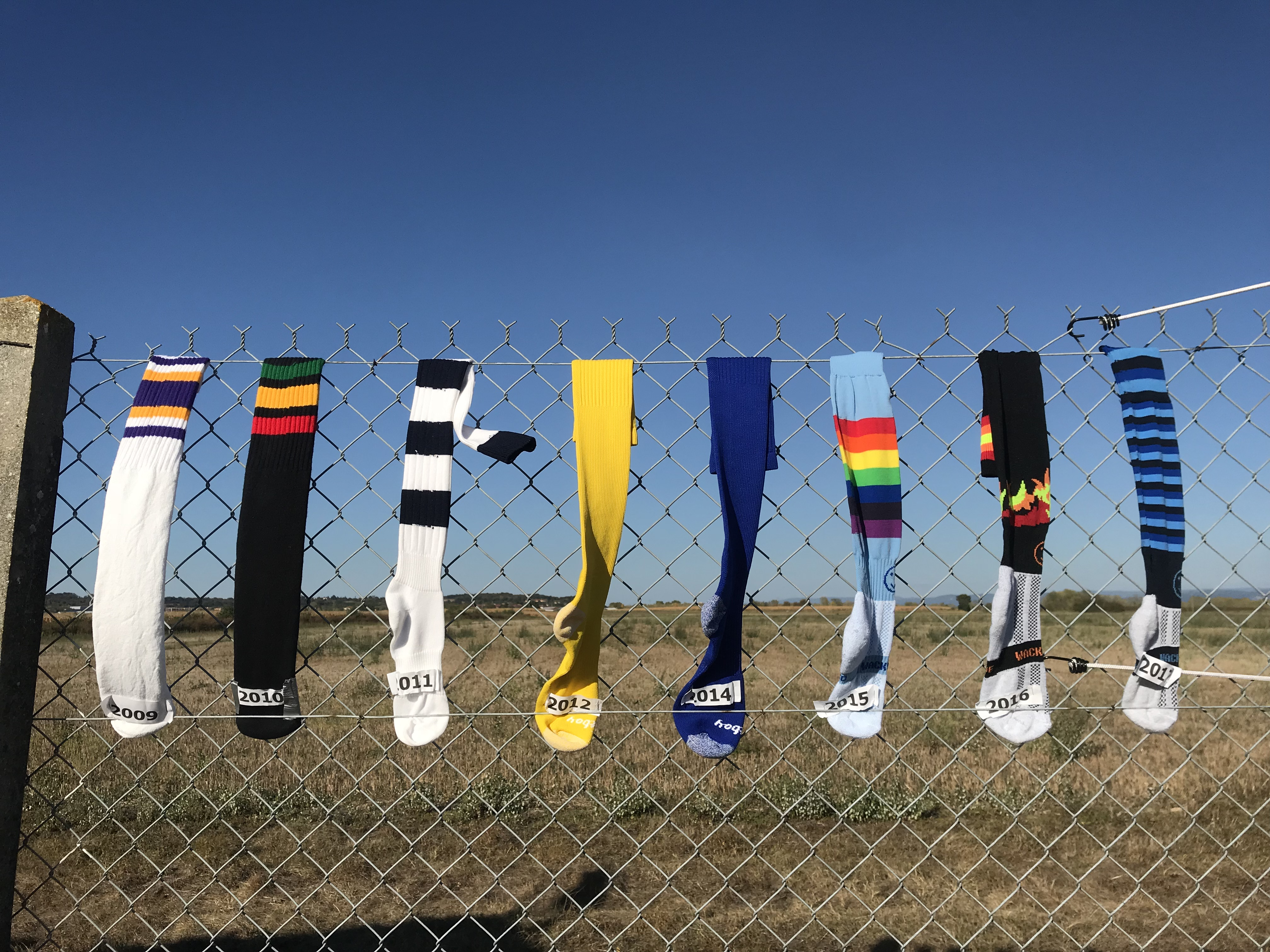
Les chaussettes, une par année, qui donnent le nom au meeting.

### Médias
Deux hebdomadaires proposent des informations sur Balan : la Voix de l'Ain qui propose des informations locales pour les différentes régions du département de l'Ain et le Journal de la Côtière qui traite spécifiquement des évènements survenant dans les cantons de Miribel, Montluel et Meximieux.
Une station radio locale émet depuis Montluel, la Fréquence Côtière. Depuis les années 2000, son nom a évolué pour devenir la station FC radio, l'essentiel.

### Cultes

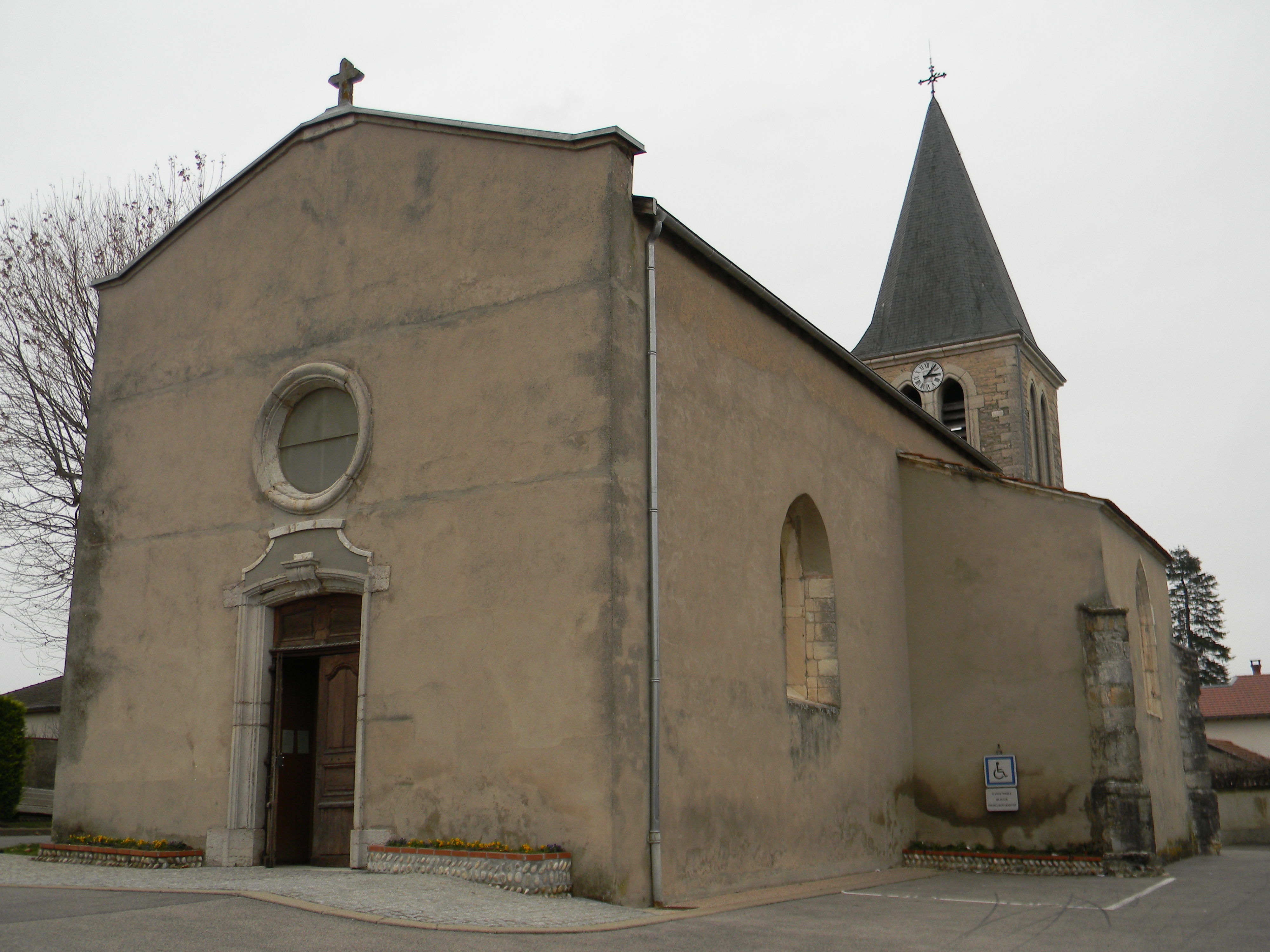
Vue de l'église Saint-Jean-Baptiste de Balan.

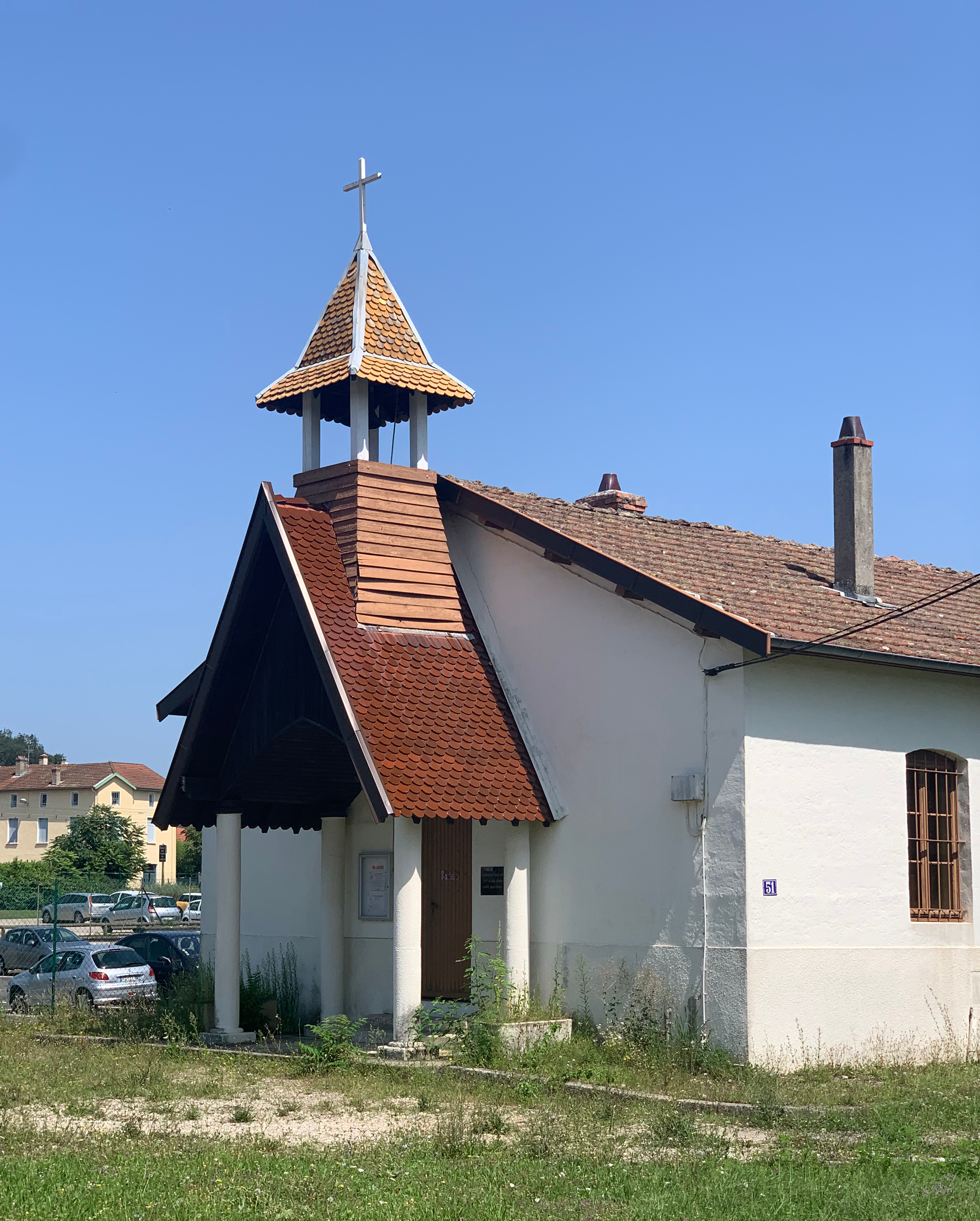
Vue de la chapelle militaire de La Valbonne Saint Jean-Paul II en août 2021.

Au sein du diocèse de Belley-Ars dans l'archidiocèse de Lyon, la commune dépend du groupement paroissial de Montluel qui dispose d'un lieu de culte à Balan : l'église Saint-Jean-Baptiste.
À noter également que la « Maison forte » (l'actuelle MFR spécialisée dans le domaine de l'alimentation) disposait d'une chapelle. Le bâtiment est aujourd'hui un restaurant d'application. Cette chapelle a été bénite en 1752 par Pierre Guérin de Tencin alors archevêque de Lyon. Les armes des Montherot (et donc celles de Balan) surmontent le porche de la chapelle.
Enfin, la chapelle du camp militaire, située à proximité de l'entrée de celui-ci, est localisée à Balan. De conception simple, seuls les fonts baptismaux semblent retenir l'attention d'un point de vue architectural.
Le cimetière était originellement situé autour de l'église Saint-Jean-Baptiste. Une délibération du conseil municipal de 1866 fait état de l'obtention par donation du terrain du nouveau cimetière (45° 50′ 11″ N, 5° 06′ 00″ E). En 1869, un certain nombre de travaux d'aménagements sont réalisés (édification d'un mur d'enceinte etc.) mais l'utilisation officielle du nouveau cimetière date de 1886.

## Économie

### Revenus de la population et fiscalité
En 2009, 68,3 % des foyers fiscaux de la commune étaient imposables.
En 2010, le revenu fiscal médian par ménage était de 39 591 €, ce qui plaçait Balan au 2 701e rang parmi les 31 525 communes de plus de 39 ménages en métropole, statistique établie sur la base des revenus des 491 ménages de la commune.

### Emploi
En 2009, la population âgée de 15 à 64 ans s'élevait à 1 879 personnes, parmi lesquelles on comptait 87,4 % d'actifs dont 84,8 % ayant un emploi et 2,6 % de chômeurs en baisse par rapport à 1999 (4,0 %).
On comptait 2 337 emplois dans la zone d'emploi, contre 1 908 en 1999. Le nombre d'actifs ayant un emploi résidant dans la zone d'emploi étant de 1 595, l'indicateur de concentration d'emploi est de 146,5 %, ce qui signifie que la zone d'emploi offre trois emplois pour deux habitants actifs.
Une agence Pôle emploi pour la recherche d'emploi est localisée à Meximieux ; il y a une antenne de cette agence à Miribel.

### Entreprises et commerces
Au 31 décembre 2010, Balan comptait 128 établissements : six dans l'agriculture, treize dans l'industrie, quatorze dans la construction, 84 dans le commerce-transports-services divers et onze étaient relatifs au secteur administratif.
En 2011, treize entreprises ont été créées à Balan, dont neuf sous le régime auto-entrepreneur.
La présence du camp de La Valbonne a induit l'installation de nombre de petits commerces sur la Valbonne et Balan. Outre la principale entreprise de la commune, l'usine chimique, on peut également citer la présence à Balan d'une gravière assez importante exploitée par ARG (Ain Rhône Granulats) : cette activité existe à Balan depuis la fin des années 1870.

## Culture et patrimoine

### Lieux et monuments
La commune ne compte aucun monument ou objet répertorié à l'inventaire des monuments historiques, et aucun monument ou objet répertorié à l'inventaire général du patrimoine culturel,.
On peut toutefois citer plusieurs monuments et objets intéressants, à la fois religieux et civils.

#### Monuments religieux

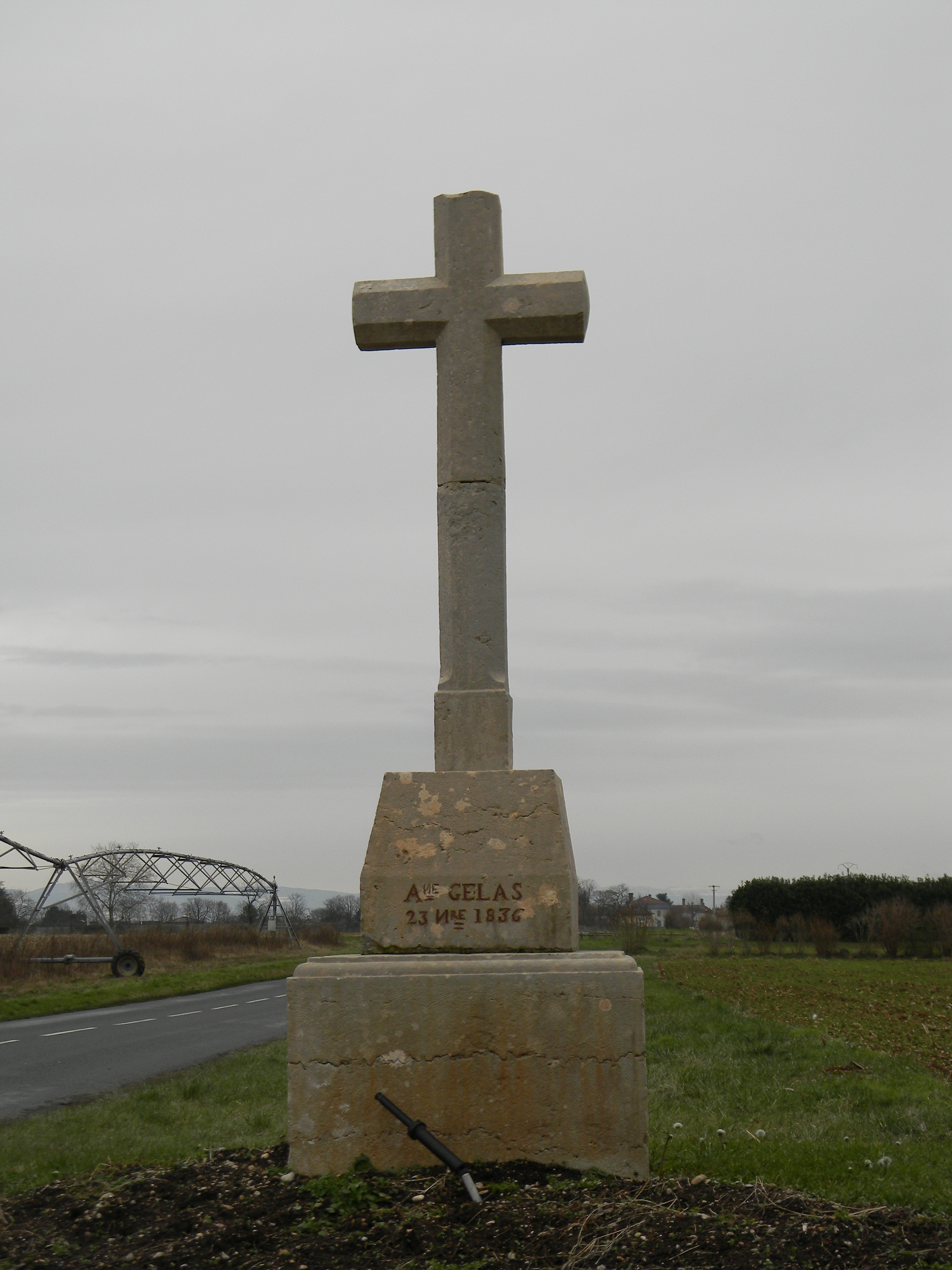
Vue de la croix du Platéron, à Balan.

Outre l'église Saint-Jean-Baptiste, la chapelle du camp militaire (45° 50′ 53″ N, 5° 07′ 23″ E) et l'ancienne chapelle de la « Maison forte » (45° 50′ 02″ N, 5° 05′ 38″ E) qui est utilisée comme restaurant d'application de la maison familiale rurale, Balan compte un certain nombre d'autres monuments religieux. On peut notamment citer la statue de la Vierge à l'Enfant. localisée (45° 50′ 00″ N, 5° 05′ 57″ E) dans une niche à l'intersection des rues de l'église et du stade.

##### Les croix
On trouve également plusieurs croix sur le territoire communal :
- La croix de Platéron, édifiée en hommage à Antoine Gelas[Note 8], fils de Claude Gelas[Note 9] qui porte la mention « Antoine Gelas, 23 Nbre 1836 »
- La croix du carrefour de la Geoffray (située près du stade) est en pierre et porte la mention « Durhône 1856 »[68], du nom de la famille alors propriétaire de la parcelle[Note 10]
- La croix du carrefour de la rue centrale, déplacée à plusieurs reprises, daterait de 1900[68]
- La croix du cimetière daterait de 1869[68]
- La croix de la mairie, également plusieurs fois déplacée, est située à proximité de la mairie[68].

#### Monuments civils

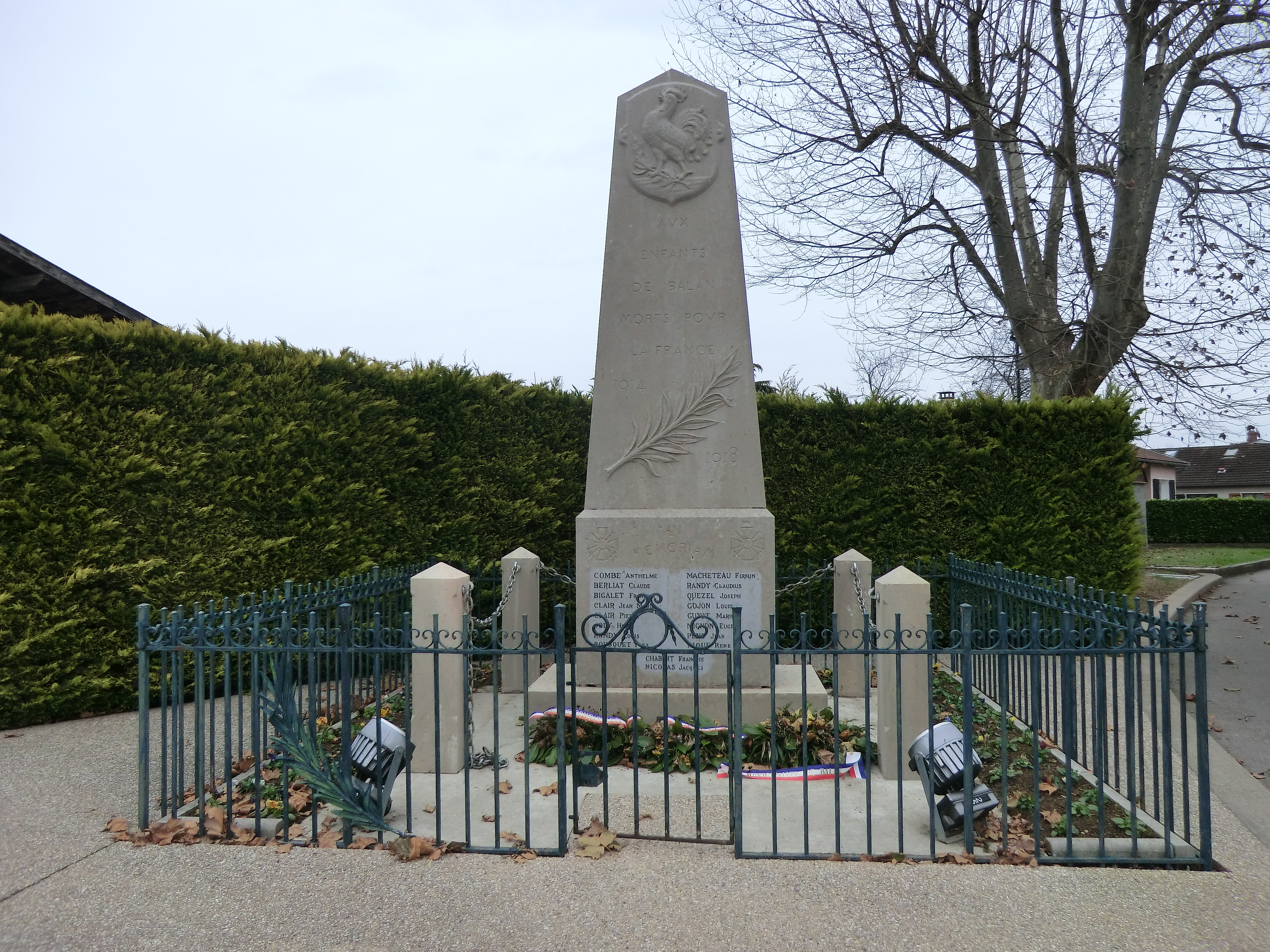
Le monument aux morts de Balan, situé à proximité de l'église.

La mairie, édifiée à la fin du XIXe siècle et rénovée en 1988, a remplacé une première mairie située route de la Valbonne. Le monument aux morts se trouve à l'emplacement de l'ancien cimetière, à proximité de l'église ; le « nouveau » cimetière date de 1866 et fut aménagé sur un terrain cédé gratuitement par la famille Sauvage de Saint-Marc. Citons également la maison forte de Montherot, constituant depuis 1968 une maison familiale rurale. Enfin, dix huit noms sont inscrits sur le monument aux morts : seize relatifs à la Première Guerre mondiale auxquels s'ajoutent celui du capitaine Jacques Nicolas, mort avec son épouse Dalilah (née Rolland) dans un accident d'avion au cours de la guerre d'Indochine et celui de René Nique mort en 1958, à 22 ans, au cours de la guerre d'Algérie. En 1975, les corps de Jacques Nicolas et de son épouse sont rapatriés à Balan et y sont inhumés.

### Éléments de culture locale
La Saint Cochon était célébrée à Balan, mais plutôt à titre privé (directement dans les fermes). Elle était appelée localement « Fête du caillon ».
Une autre tradition locale nommée « Prendre les poules » consistait pour de jeunes hommes de la commune, de s'annoncer en tirant des coups de fusil en l'air à l'approche du domicile balanais d'une jeune fille sur le point de se marier, spécialement quand son promis était originaire d'un autre village. Les parents de la jeune fille offraient alors un en-cas fait de fromage et de vin.
La convention nationale LEO (CNL) y est organisée pour la première fois du 20 au 22 octobre 2023.
En termes de « parler local », la terminologie usuelle associait « Balan » au bourg du village et « Le camp » au hameau de la Valbonne.

### Personnalités liées à la commune
- Jean Reverzy (1914 - 1959), médecin et homme de lettres, est né dans la commune. Il a obtenu le prix Renaudot en 1954 pour son premier roman Le Passage.

### Balan et le cinéma
- Les Lyonnais d'Olivier Marchal a été tourné[98] en partie au camp de La Valbonne à Balan, en 2010.

### Héraldique
| Blason de Balan (Ain) | Blason  | D'azur à l'aigle essorante d'argent posée sur un mont du même mouvant de la pointe, accompagnée en chef à dextre d'un soleil d'or et à senestre d'une étoile du même.                               |
| Blason de Balan (Ain) | Détails | Les armes de la famille de Montherot ont été reprises par la commune de Balan pour son blason. Elles sont en particulier représentées sur la plaque de la cheminée de la maison forte de Montherot. |

## Pour approfondir